# لاپیتوس
لاپیتوس (یونانی: Λάπηθος; ترکی استانبولی: Lapta) در دفاکتو ناحیه گیرنه در کشور به رسمیت نشناخته‌شده قبرس شمالی واقع شده‌است. جمعیت این شهر ۵٬۶۵۸ نفر است.